# Comuna Roseți, Călărași
Roseți (în trecut, Roseți-Volnași) este o comună în județul Călărași, Muntenia, România, formată numai din satul de reședință cu același nume.

## Așezare
Comuna se află în estul județului, pe malul stâng al Dunării și al brațului Borcea, la limita cu județul Constanța. Este traversată de șoseaua națională DN3B, care leagă Călărașiul de Fetești.

## Demografie
Componența etnică a comunei Roseți
     Români (93,14%)
     Alte etnii (0,07%)
     Necunoscută (6,8%)
Componența confesională a comunei Roseți
     Ortodocși (91,42%)
     Alte religii (1,63%)
     Necunoscută (6,95%)
Conform recensământului efectuat în 2021, populația comunei Roseți se ridică la 6.017 locuitori, în scădere față de recensământul anterior din 2011, când fuseseră înregistrați 6.070 de locuitori. Majoritatea locuitorilor sunt români (93,14%), iar pentru 6,8% nu se cunoaște apartenența etnică. Din punct de vedere confesional, majoritatea locuitorilor sunt ortodocși (91,42%), iar pentru 6,95% nu se cunoaște apartenența confesională.

## Politică și administrație
Comuna Roseți este administrată de un primar și un consiliu local compus din 15 consilieri. Primarul, George Chiriță[*], de la Partidul Național Liberal, este în funcție din 1 noiembrie 2024. Începând cu alegerile locale din 2024, consiliul local are următoarea componență pe partide politice:
|  | Partid                    | Consilieri | Componența Consiliului | Componența Consiliului | Componența Consiliului | Componența Consiliului | Componența Consiliului | Componența Consiliului | Componența Consiliului | Componența Consiliului |
|  | ------------------------- | ---------- | ---------------------- | ---------------------- | ---------------------- | ---------------------- | ---------------------- | ---------------------- | ---------------------- | ---------------------- |
|  | Partidul Național Liberal | 8          |                        |                        |                        |                        |                        |                        |                        |                        |
|  | Partidul Social Democrat  | 7          |                        |                        |                        |                        |                        |                        |                        |                        |

## Istorie
La sfârșitul secolului al XIX-lea, comuna purta numele de Roseți-Volnași, făcea parte din plasa Borcea a județului Ialomița și avea în compunere doar satul Roseți-Volnași, cu 3368 de locuitori. În comună funcționau trei biserici și o școală mixtă cu 206 elevi. Anuarul Socec din 1925 o consemnează cu numele de Roseți în plasa Ciocănești a aceluiași județ, având o populație de 3619 locuitori în unicul sat Roseți.
În 1950, a fost transferată raionului Călărași din regiunea Ialomița și apoi (după 1952) din regiunea București, după care a revenit în 1968 la județul Ialomița, reînființat. În 1981, o reorganizare administrativă regională a dus la transferarea comunei la județul Călărași.